# Óscar de los Santos
Oscar Joe de los Santos Píriz (Gerona, Maldonado, 17 de febrero de 1962) es un político y exsindicalista uruguayo perteneciente al Frente Amplio. Fue elegido intendente del departamento de Maldonado en 2005, ocasión en la cual por primera vez en la historia la izquierda accedió a gobernar ese departamento. Fue reelecto para el cargo en las elecciones de 2010, obteniendo su fuerza política el 52% de los votos.

## Biografía
Apodado «el Flaco», trabajó la mayor parte de su vida como obrero de la construcción y pintor, desempeñando a su vez la representación sindical en el Sunca (Sindicato Único de la Construcción y Anexos). Milita en el Frente Amplio desde el fin del gobierno cívico-militar (1973-1985) y fue integrante del Partido Comunista durante la década de 1980. Ocupo el cargo de edil departamental desde el año 1990 al 2005 también siendo suplente de Diputado del Prof. Ramón Guadalupe.
En 2004 fue electo Diputado por el departamento de Maldonado. En el 2005 fue candidato a Intendente , cargo que ganó derrotando a Enrique Antía del Partido Nacional. Se convirtió así en el primer Intendente de izquierdas en gobernar ese departamento. Su mandato se extendía hasta el 2010 pero fue reelecto hasta el 2015. Se postuló a la reelección en las elecciones municipales de 2010, siendo vencedor. Su lista oficial fue la 738 del sector Alianza Progresista. En dicho intermedio lo suplió en el cargo máximo comunal el maestro Gustavo Salaberry. En el año 2015 es electo Diputado nuevamente. En este período preside la Comisión de Asuntos Municipales. 
En el año 2019 lanza su candidatura a la diputación por el departamento de Maldonado, acompañando al senado de Mario Bergara, De los Santos no fue reelecto diputado y el Frente Amplio perdió una banca en Maldonado.
Siendo el único diputado electo por Maldonado Eduardo Antonini.